# Mas Allá de la Realidad
Más allá de la realidad es el primer álbum de estudio de la banda colombiana de heavy metal, Akash. Reúne una mezcla de diferentes géneros como el metal, el pop-rock y la power ballad, brindando una gran variedad de temas musicales. En él se refleja la problemática social y ambiental actual, con sentimientos que plasman melodías en la atmósfera mística del más allá, del amor, de la muerte y la eternidad. En esta producción se incluye el vídeo multimedia " Madera que cortas", en el cual los integrantes trabajaron con el apoyo de producciones "Harem" y Jaime Alberto Vera; este contiene imágenes crudas que representan una crítica a la destrucción del medio ambiente.

## Lista de canciones
| N.º   | Título                     | Duración |  |
| 1.    | «Salamandra»               | 5:10     |  |
| 2.    | «Más allá de la realidad»  | 3:21     |  |
| 3.    | «Madera que cortas»        | 1:51     |  |
| 4.    | «Sol y luna»               | 3:50     |  |
| 5.    | «Sed de sangre»            | 4:37     |  |
| 6.    | «Ángel»                    | 4:40     |  |
| 7.    | «Pecados»                  | 4:18     |  |
| 8.    | «Una sonrisa al atardecer» | 6:45     |  |
| 9.    | «Ven y salta»              | 3:58     |  |
| 10.   | «No volverás»              | 4:21     |  |
| 11.   | «Hijos de Akash»           | 5:39     |  |
| 48:30 |                            |          |  |

## Formación
- Juan Carlos Marín - Voz.
- Carlos Hoyos - Guitarra líder.
- Jairo Alberto Moreno - Guitarra rítmica.
- Hugo Mejía - Bajo.
- Diego Flórez - Batería.[1]